# 근세 프랑스
근세 프랑스(프랑스어: Époque moderne Royaume de France, 영어: France in the early modern period)는 프랑스의 역사에서 15세기 말 프랑스 르네상스부터 18세기 말 프랑스 대혁명까지 해당하는 시기이다. 이 시기에 프랑스는 봉건제에서 벗어나 절대왕정으로 불리는 중앙집권화된 국가로 변화하였다. 절대왕정은 왕권신수설과 로마 가톨릭교회에 의해 지지를 받았으나 억압적인 체제는 결국 프랑스 혁명을 가져오는 원인이 되었다.

## 영토

1477년 무렵의 프랑스 영토
붉은 선: 국경
밝은 파랑색: 국왕의 직접 통치 지역
노란색 : 부르고뉴 대공의 통치 구역
기타 다른 색은 각각 봉건 영주들의 직할령

중세 후기인 14세기 초반까지 프랑스는 영토 내의 많은 곳이 외국 국왕이나 봉건 영주의 봉토로 분할되어 있었다. 특히 프랑스의 북부 지역 상당수는 잉글랜드 국왕의 봉토였다. 15세기 중반인 1453년이 되어서야 끝난 백년 전쟁 이후 잉글랜드의 봉토가 사라졌지만 프랑스 내의 상당 지역은 여전히 사실상 자치권을 행사하는 봉건 영주의 봉토가 남아있었다.
특히 신성 로마 제국의 황제이기도 했던 부르고뉴 공국의 통치자 막시밀리안 1세는 프랑스 동부의 상당 지역을 자신의 봉토로 삼고 있었다. 이 외에도 남부의 아르마냐크 지역과 툴루즈, 앙주 등도 자치적인 봉건 영주에 의해 지배되고 있었다. 이들 각 지방의 봉건 영주들은 형식상 프랑스 국왕의 신하였으나 사실상 자신의 봉토에 대한 자치권을 확보하고 있었고 때때로 국왕에 대해 반기를 들었다.
샤를 7세는 백년 전쟁에서 승리한 후 프랑스 내의 잉글랜드 봉토를 국왕의 직할령으로 편입하였다. 샤를 7세의 뒤를 이어 즉위한 루이 11세는 각지의 귀족 반란을 진압하고 중앙집권제의 기틀을 마련하였다. 이후 16세기까지 이어진 발루아 왕가의 치세 동안 프랑스는 점차 왕권이 강화되면서 중앙집권제의 형태를 띠게 된다.
17세기에 들어 부르봉 왕가가 들어섰다. 부르봉 왕가의 루이 13세는 절대 왕정으로 불리는 독점적인 군주 권력을 확보하였다. 루이 14세에 이르러서는 부르고뉴 공국을 합병하여 프랑스 대부분의 지역이 국왕의 직접 통치하에 놓이게 되었고 여러 차례의 대외 전쟁을 통해 영토를 확장하였다.

1461년에서부터 1789년까지 프랑스의 영토 변화는 다음과 같다.
- 루이 11세 - 프로방스 (1482년), 도피네 (1461년, 1349년부터 실효 지배)[4]
- 앙리 2세 - 칼레, 레 트로아제베세 (1552년)[5]
- 앙리 4세 - 콩테 드 푸아 (1607년)
- 루이 13세 - 베아르와 바세 나바레 (1620년, 1589년부터 실효 지배)[6]
- 루이 14세
  - 베스트팔렌 조약 ([648년) - 알자스[7]
  - 피레네 조약 (1659년) - 아르트와, 카탈로냐 노르드 (루시용, 세르다뉴)[8]
  - 네이메겐 조약 (1678년 ~ 1679년) - 프랑슈콩테, 플랑드르[9]
- 루이 15세 - 로렌 (1766년)[10], 코르시카 (1768년)[11]

## 인구

14세기 유럽의 흑사병 전파 경로

백년 전쟁 동안 격전지였던 노르망디 지역은 전쟁의 여파로 인구의 4분의 3이 감소하였다. 또한, 14세기에 유럽 대륙 전체를 휩쓴 흑사병도 인구 감소에 큰 영향을 주었다. 특히 프랑스 남부 지역은 흑사병의 피해가 심하여 지역 인구의 80%가 흑사병으로 인해 사망하는 곳도 있었다.
여러 차례의 전쟁과 흑사병의 유행으로 근대 초기 프랑스의 인구는 느리게 증가하였다. 프랑스 대혁명 당시 프랑스의 총인구는 약 2,600 만명으로 추정된다.

## 언어
프랑스와 스페인, 이탈리아 등의 언어는 민속라틴어의 후예로, 이렇게 형성된 언어군을 로망스어군이라고 한다. 로망스어군의 일종인 중세 프랑스어는 루아르강을 경계로 남북이 서로 다른 방언을 사용하였는데 단테는 “그렇다”는 긍정의 의미를 지닌 낱말을 북부에서는 “오일”(oïl)이라 하고 남부에서는 “오크”(oc)라 하는데 착안하여 북부 방언을 오일어(프랑스어: Langues d'oïl), 남부 방언을 오크어(프랑스어: Langues d'oc)라고 이름붙였다.
특히 북부의 오일어 중 프랑시앵 방언은 파리와 일 드 프랑스 지역에서 사용되면서 궁정어가 되었고 후일 근대 프랑스어의 바탕이 되었다. 프랑스 대혁명 이후 표준어 정책을 추진한 결과 오늘날 사용되는 표준 프랑스어가 정착되었다. 20세기 중반까지 남부 지역에서는 프로방스어를 비롯한 여러 종류의 오크어 방언이 계속해서 사용되었지만 오늘날 프랑스어 내의 오크어 방언 세력은 미약하다.

## 정치
| 재위 기간       | 이름         | 왕가        |
| --------------- | ------------ | ----------- |
| 1498년 ~ 1515년 | 루이 12세    | 발루아 왕가 |
| 1515년 ~ 1547년 | 프랑수아 1세 | 발루아 왕가 |
| 1547년 ~ 1559년 | 앙리 2세     | 발루아 왕가 |
| 1559년 ~ 1560년 | 프랑수아 2세 | 발루아 왕가 |
| 1560년 ~ 1574년 | 샤를 9세     | 발루아 왕가 |
| 1574년 ~ 1589년 | 앙리 3세     | 발루아 왕가 |
| 1589년 ~ 1610년 | 앙리 4세     | 부르봉 왕가 |
| 1610년 ~ 1643년 | 루이 13세    | 부르봉 왕가 |
| 1643년 ~ 1715년 | 루이 14세    | 부르봉 왕가 |
| 1715년 ~ 1774년 | 루이 15세    | 부르봉 왕가 |
| 1774년 ~ 1791년 | 루이 16세    | 부르봉 왕가 |

절대 왕정을 기반으로 하는 근대 초기 프랑스의 정치 체제는 프랑스 혁명 이후 구체제(프랑스어: Ancien Régime 앙시앵 레짐[*])로 불리게 되었다. 부르봉 왕가는 지속적으로 중앙집권제와 군주 권력의 강화를 추구하였으며, 루이 13세 대에 이르러 왕권신수설을 바탕으로 하는 절대 왕정을 완성하였다. 루이 14세는 “짐이 곧 국가”라는 말로 절대적인 군주의 권력을 자랑하였다.
구체제는 성직자, 귀족, 평민의 세 신분으로 나뉜 신분제 사회였다. 국왕은 세금의 징수나 법령의 발효와 같은 중대한 사안에 대해 삼부회를 소집하여 추인을 받는 것이 원칙이었으나, 실제로는 1614년 이후 175년 동안이나 열리지 않았으며, 1789년 개최된 마지막 삼부회는 귀족과 부르주아의 갈등으로 해산되었고 결국 프랑스 대혁명의 도화선이 되었다.

### 왕가와 군주
14세기 이후 프랑스의 왕위를 물려받았던 발루아 왕가는 앙리 3세에 이르러 대가 끊어지고 그 뒤를 부르봉 왕가의 앙리 4세가 이었다. 부르봉 왕가는 원래 칼뱅주의를 신봉하는 위그노였지만 앙리 4세는 왕위를 이어받기 위하여 로마 가톨릭교회로 개종하였다. 그러나, 앙리 4세는 가톨릭 신자가 후에도 개신교에 대해 관대한 정책을 유지하였고 낭트 칙령을 통해 종교의 자유를 인정하여 위그노 전쟁을 끝맺었다.
부르봉 왕가는 꾸준히 군주의 권력을 확대하고 중앙집권제를 도입하였다. 루이 13세 때에 이르러 왕권신수설을 바탕으로한 절대 왕정이 확립되었으며, 루이 14세가 했다고 알려진 “짐이 곧 국가”라는 말은 절대 왕정의 상징으로 자주 인용된다. 그러나, 계속되는 대외 전쟁으로 인해 국가 재정이 기울었고 구체제 안에 내재된 갈등은 결국 프랑스 혁명으로 이어지게 되었다. 루이 16세가 단두대에서 처형된 후 부르봉 왕가는 프랑스에 대한 영향력을 상실하였다.

#### 앙리 4세
앙리 4세는 카페 왕조의 분가인 부르봉 왕가 최초의 왕이다. 위그노들의 수장으로서 프랑스 내의 많은 종교 전쟁을 지휘했다. 1589년 프랑스의 왕이 되기 위해 가톨릭 신자로 개종하였으며, 이후 신앙의 자유를 부여하는 낭트 칙령을 반포하여 내전을 종식시킨 뒤 프랑스의 발전을 이끌었다. 앙리 4세는 일생 동안 4번 개종하였고 수없이 많은 암살 시도를 피해야 하였다. 앙리 4세는 결국 1610년 파리 시에서 암살당하였다.

#### 루이 14세
루이 14세는 프랑스 영토 내의 중앙집권제를 완성하고 강력한 군주 권력을 확립하였다. 태양왕이라는 별칭을 갖었던 루이 14세는 절대 왕정의 강화를 위해 낭트 칙령을 철폐하고 가톨릭교회를 프랑스의 국교로 삼았으며, 프랑스-네덜란드 전쟁, 아우크스부르크 동맹전쟁과 스페인 왕위 계승 전쟁과 같은 여러 전쟁을 치르기도 하였다. 루이 14세는 베르사유 궁전을 증축하고 천도하여 그곳에서 정무를 보았다. 그의 계속되는 대외 전쟁과 사치스러운 궁정 생활은 국가 재정을 악화시키는 근원이 되었으며 프랑스인들에게도 원망의 대상이었다.

### 총리

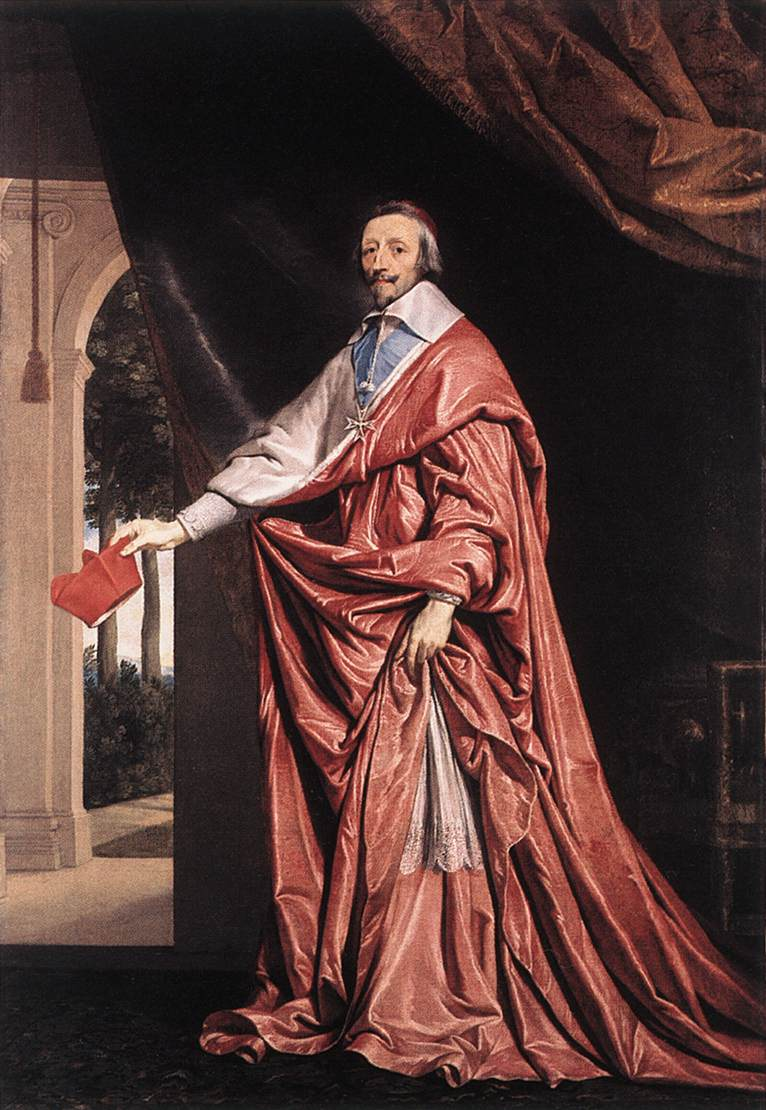
리슐리외

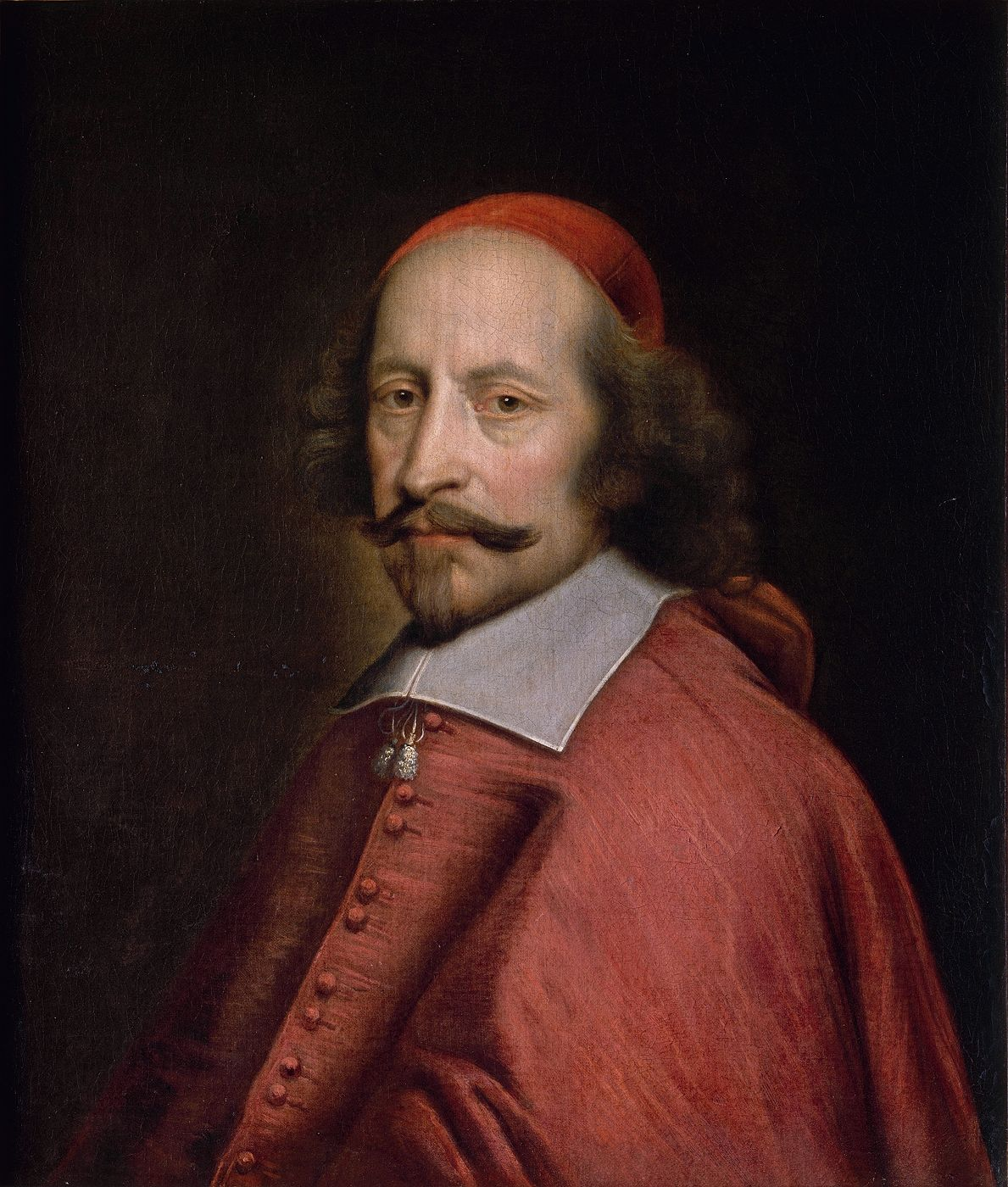
마자랭

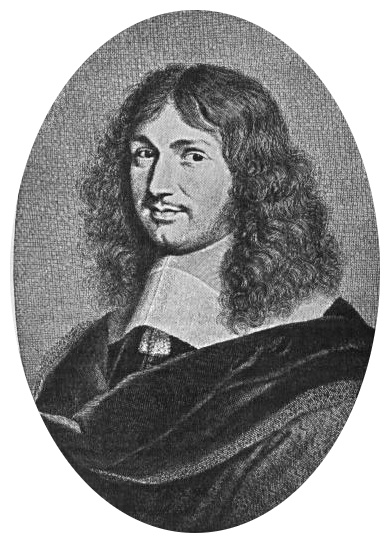
콜베르

루이 13세에 이르러 중앙집권제가 일반화 되면서 중앙 정부의 역할과 권력 또한 증대되었다. 당시 프랑스 총리는 내치와 외교에서 막대한 영향력을 발휘하였다.

#### 리슐리외
리슐리외는 알렉상드르 뒤마의 소설 《삼총사》에서 악당으로 그려져 널리 알려져 있는 루이 13세 시기의 추기경이자 총리이다. 1614년 열린 삼부회에서 성직자 대표로 정치에 입문하였고 어린 루이 13세를 대신하여 섭정을 하고 있었던 마리 드 메디시스에게 발탁되었다. 리슐리외는 1624년에 총리가 되어 사망할 때까지 총리의 자리에 있었다. 리슐리외는 중앙집권체제의 확립과 왕권 강화에 힘을 쏟았다. 왕권신수설을 주장하며 행정조직을 정비하고 삼부회를 중지하는 등 절대왕정의 기초를 쌓아 올렸다. 그는 대내적으로는 개신교도들을 억압하였으나, 대외적으로는 30년 전쟁에서 합스부르크 왕가를 견제하기 위하여 개신교 국가인 스웨덴 등과 연합하였다.

#### 마자랭
쥘 마자랭은 리슐리외의 뒤를 이어 총리가 되었다. 그 역시 추기경품을 받은 로마 가톨릭교회의 성직자이기도 하였다. 리슐리외의 정책을 계승하여 30년 전쟁에 관여하였고 결국 합스부르크 왕가에 대해 승리를 거둬 베스트팔렌 조약을 이끌었다. 이후에도 라인 동맹을 결성하여 독일 지역에 대한 프랑스의 영향력을 확보하고 피레네 조약으로 스페인에 대한 우위를 학보하는 등 유럽 내에서 프랑스의 영향력을 점층적으로 장악해 나갔다. 대내적으로는 귀족 반란인 프롱드의 난을 진압하고 왕권을 강화하였고, 마자랭 도서관을 세워 문예 진흥에 힘쓰기도 하였다.

#### 콜베르
장바티스트 콜베르는 루이 14세 치하인 1665년부터 1683년까지 재무장관을 역임하였고, 1669년에는 해군성 장관과 상무성, 식민성 장관 및 궁정 관리인을 겸하게 되어 짧은 기간이었으나 전쟁을 제외한 모든 국사를 책임지는 위치에 있게 되었다. 콜베르는 대표적인 중상주의 정치가로 무역 수지 개선과 식민지에 의한 수입을 중요시 하였다. 콜베르는 베네치아 유리와 플란데런 옷감 제조를 도입하는 시장 개혁을 단행했고 보베에 왕실 테페스트리 작업장을 설립하였다.또한, 공공사업의 증진과 관세를 통한 보호무역으로 경제를 증진하고자 하였다. 해외에 대해서는 그의 재임 직전 창립된 프랑스 동인도 회사를 통하여 커피, 목화, 염료용 목재, 모피, 후추, 설탕 등을 들여왔으며 이를 위해 해상 운송을 설립하였다. 콜베르의 이러한 노력에도 불구하고 루이 14세의 과도한 전쟁 비용때문에 프랑스의 빈곤해결은 역부족이었다고 한다.

## 대외 관계
근대 초기 유럽의 외교는 봉건 영주 간에 복잡하게 얽힌 이해관계와 종교 개혁이라는 커다란 변화, 대항해 시대로 상징되는 유럽 국가들의 식민지 경쟁 등이 주요 사안들 이었다.
근대 초기 유럽은 종교 개혁과 그 이후 신·구교 간의 갈등을 바탕으로 한 종교 전쟁의 시기였다. 절대 왕정이 강화되면서 프랑스는 가톨릭교회의 편에 서서 위그노를 억압하였지만, 30년 전쟁에서는 신성 로마 제국을 견재하기 위하여 오히려 개신교 국가인 스웨덴 등과 동맹을 맺고 전쟁에 참여하였다.

### 왕위 계승 전쟁

#### 스페인 왕위 계승 전쟁

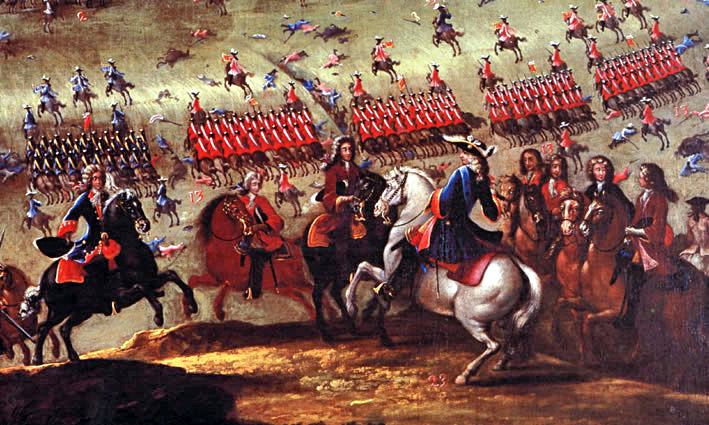
스페인 왕위 계승 전쟁 가운데 하나인 알만사 전투

스페인 왕위 계승 전쟁은 카를로스 2세 사후 스페인의 왕위를 놓고 프랑스의 부르봉 왕가와 신성 로마 제국의 합스부르크 왕가가 대립하여 발생한 전쟁이다. 전쟁이 발생하자 유럽의 각국은 두 진영으로 갈라져 싸우게 되었다. 1701년에서부터 1714년까지 이어진 전쟁의 결과 위트레흐트 조약이 수립되었으며, 그 결과 유럽의 각국은 자국의 영토와 왕위 계승권, 그리고 아메리카 대륙을 포함한 해외 식민지에 대한 권리 등을 조정하였다. 한편, 스페인의 왕위는 부르봉 왕가의 일원이자 루이 14세의 손자인 펠리페 5세가 계승하였다. 이로써 부르봉 왕가는 프랑스, 나폴리 왕국 등과 함께 스페인을 지배하게 되었고 합스부르크 왕가에 대해 우위를 점하게 되었다.

#### 오스트리아 왕위 계승 전쟁

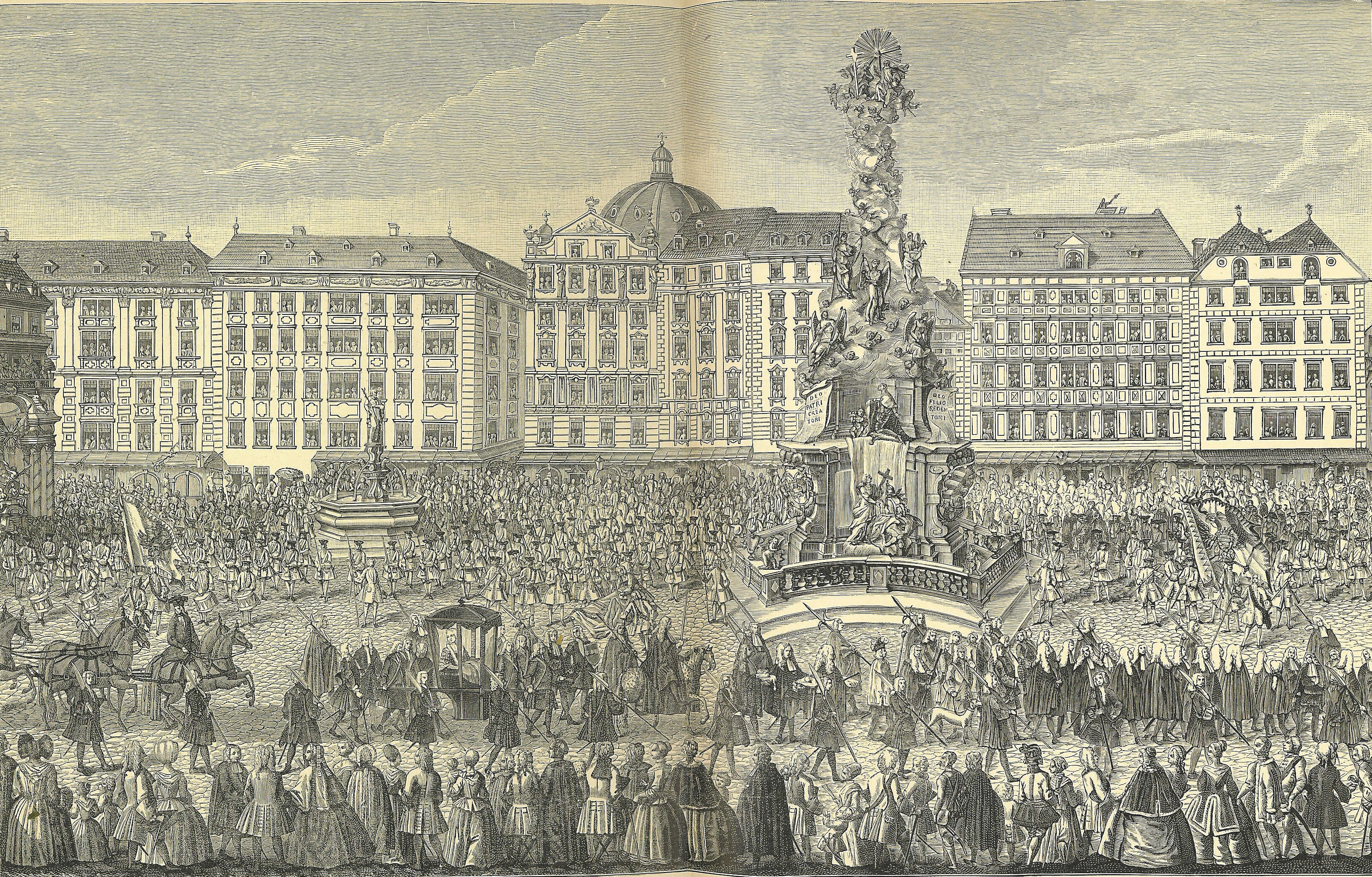
마리아 테레지아에게 충성을 맹세하는 오스트리아 시민

오스트리아 왕위 계승 전쟁은 여자의 왕위 계승을 금지하는 살리카 법에 따라 오스트리아의 마리아 테레지아가 합스부르크 왕가를 계승하는 것은 부당하다는 구실을 내세우며 각국이 개입함으로써 시작된 전쟁이다. 이는 결국 유럽 각국이 합스부르크 왕가를 견제하기 위한 구실이었다. 프랑스는 프로이센과 동맹을 맺고 합스부르크 왕가 측과 전쟁을 벌였다. 1748년 엑스라샤펠 조약을 통해 오스트리아 왕위 계승 전쟁이 끝났다. 프로이센은 슐레지엔 지역을 병합하였고 신성 로마 제국의 황제는 마리아 테레지아의 남편 프란츠 1세가 즉위하였고 오스트리아의 왕위는 마리아 테레지아가 계승하였다.

### 종교 전쟁

#### 위그노 전쟁

성 바르톨로메오 축일의 학살

종교 개혁이 시작된 이후 위그노라고 불린 칼뱅주의 개신교의 세력이 확장하면서 프랑스에서도 종교 간의 갈등이 첨예화되었다. 훗날 앙리 4세가 된 나바르의 앙리의 결혼식 기간에 일어난 성 바르톨로메오 축일의 학살은 가톨릭 교도들이 개신교도들을 무차별적으로 학살한 사건이었다. 이러한 갈등은 결국 내전의 양상을 띄게 되어 위그노 전쟁이 일어났다. 위그노에서 가톨릭으로 개종하여 왕위에 오른 앙리 4세는 낭트 칙령으로 종교의 자유를 보장하여 위그노 전쟁을 종식시켰다.
그러나 절대 왕정이 구축된 뒤 부르봉 왕가는 다시 가톨릭교회를 지지하였다. 절대 왕정의 정점에 있던 루이 14세는 결국 퐁텐블로 칙령으로 낭트 칙령을 파기하였고, 성 바르톨로메오 축일에 저지른 가톨릭 교도들의 학살을 기억하고 있던 위그노들은 신앙의 자유를 찾아 프랑스를 떠나 각 지로 흩어졌다. 이들 중에는 멀리 남아프리카의 케이프타운까지 이민을 간 사람들도 있다.

#### 30년 전쟁

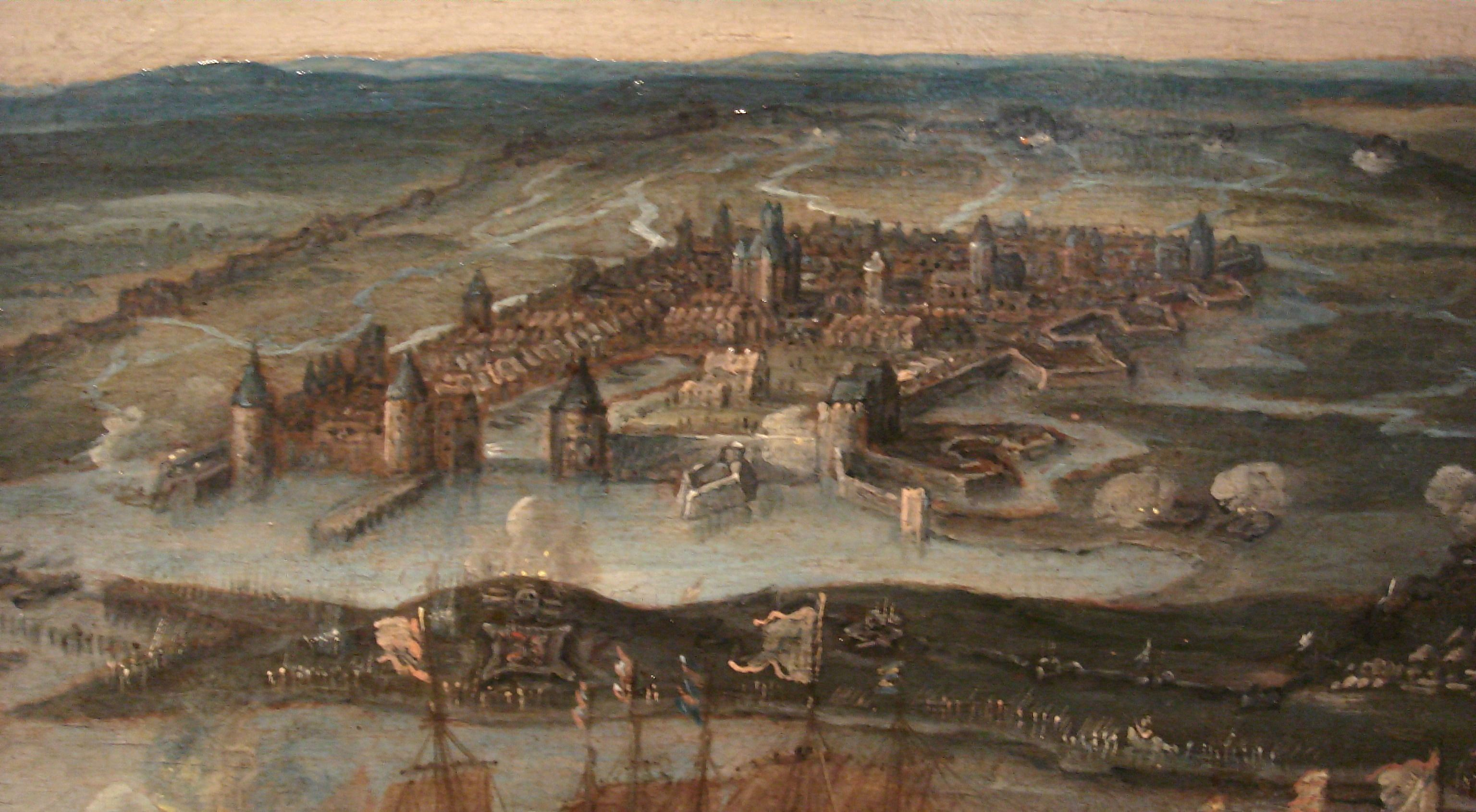
라로셸 공성전

30년 전쟁(1618년~1648년)은 신성 로마 제국이 있던 독일을 중심으로 로마 가톨릭교회와 개신교 사이에서 벌어진 종교전쟁이다. 30년 전쟁의 시작은 종교 전쟁이었으나, 점차 영토 및 통상 등 각국의 이해관계가 얽히면서 상호 적대관계 및 동맹이 이루어지는 무력 대결로 변질되었고, 스웨덴이 참전한 1630년 이후에는 합스부르크 왕가, 부르봉 왕가, 바사 왕가 등에 의한 강대국 간의 파워게임으로 변화했다. 프랑스는 가톨릭 국가임에도 불구하고 자국의 이해관계에 따라 개신교 연합으로 참전하면서 사실상 종교전쟁의 성격을 희석시켰다. 전쟁이 끝난 뒤 채결된 베스트팔렌 조약으로 신성 로마 제국은 사실상 해체되었다.

## 경제

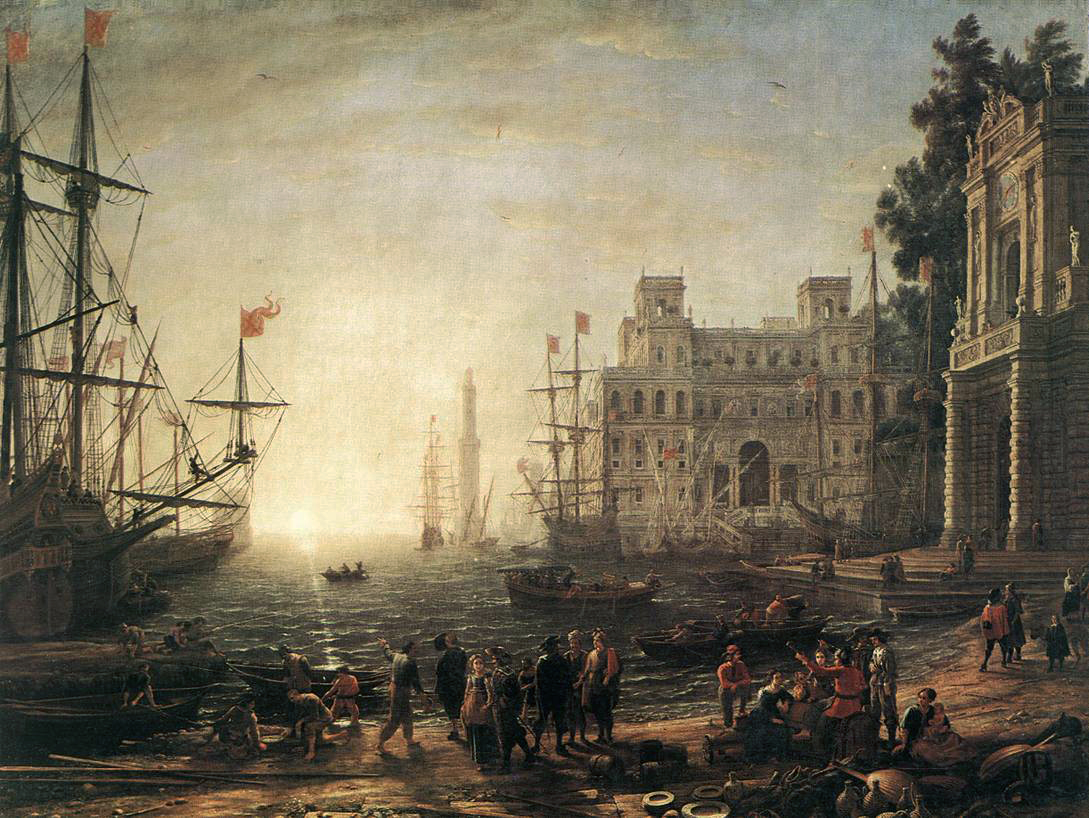
중상주의 정책의 절정기였던 1638년 프랑스의 항구 풍경

### 중상주의
오늘날 하나의 경제 사조로서 평가되는 중상주의는 1600년대 프랑스의 재무장관이었던 장바티스트 콜베르의 경제 정책에 의해 본격적으로 발현했다. 중상주의의 대표적인 특징은 식민지를 통한 세계 경제 체제의 형성과 보호 무역 주의라 할 수 있다. 프랑스는 프랑스 동인도 회사 등을 통해 인도와 인도차이나 반도의 국가들에 대한 식민지 수탈을 실시하였다. 이는 훗날 아프리카 분할와 같은 제국주의 정책을 펴는 시발점이 되었다. 또한 장바티스트 콜베르는 관세를 통한 보호 무역을 통해 국가 재정을 충당하려 하였다.

### 부르주아
부르주아(프랑스어: bourgeois)란 말은 프랑스어: bourg→성(城)에서 유래한 단어이다. 원래는 성의 안팍에 사는 부유한 계층을 가리키는 말로서 사용되었으며, 이러한 유래에 따라 부르주아는 자본가 계급을 뜻하게 되었다. 13세기 무렵 등장한 삼부회는 원래 성직자, 귀족, 그리고 제3신분이라 불린 평민의 대표가 참석하는 회의였지만, 근대 자본주의가 발전하면서 제3신분의 대표는 사실상 부르주아가 독점하였다. 15세기 이후 부르주아의 특정 직업과 관직은 사실상 세습되었으며 정부는 부르주아를 상대로 공식적으로 관직을 팔아 재정을 충당하기도 하였다. 이들은 신분제 사회의 제약으로 인해 받는 자신들의 억압을 타파하고자 하였으며 결국 프랑스 대혁명 이후 프랑스의 지배층이 되었다.

## 사상
근대 초기 유럽은 과학적 방법론이 대두되는 시기였다. 볼테르는 모든 학문에서 초자연적인 요소를 제거하자고 주장하였다. 그의 이러한 사상은 자연주의 철학의 근간을 이루었다. 또한 이성의 합리적 판단을 중요시 하는 계몽주의는 불합리한 제도나 관습의 타파를 주장하였고, 자연법에 따른 기본권의 천명과 사회계약설에 따른 권력 분립 등의 주장은 프랑스 대혁명의 이념이 되었다.
근대 초기 프랑스의 대표적인 사상가로는 다음과 같은 사람들이 있다.
- 데카르트 - 《방법서설》외
- 파스칼 - 《팡세》외
- 볼테르 - 《각 국민의 풍습·정신론》외
- 몽테스키외 - 《로마인(人)의 성쇠》외
- 루소 - 《사회계약론》

## 문화 예술

### 프랑스 르네상스
발루아 왕조 후기인 샤를 8세부터 앙리 2세 시기까지 프랑스는 자주 이탈리아와 전쟁을 벌였으며, 그 결과 이탈리아의 르네상스에 영향을 받았다. 이후 15세기에서 17세기까지 프랑스에서 있었던 예술과 학문분야 변화를 프랑스 르네상스라고 한다.

### 바로크 시대

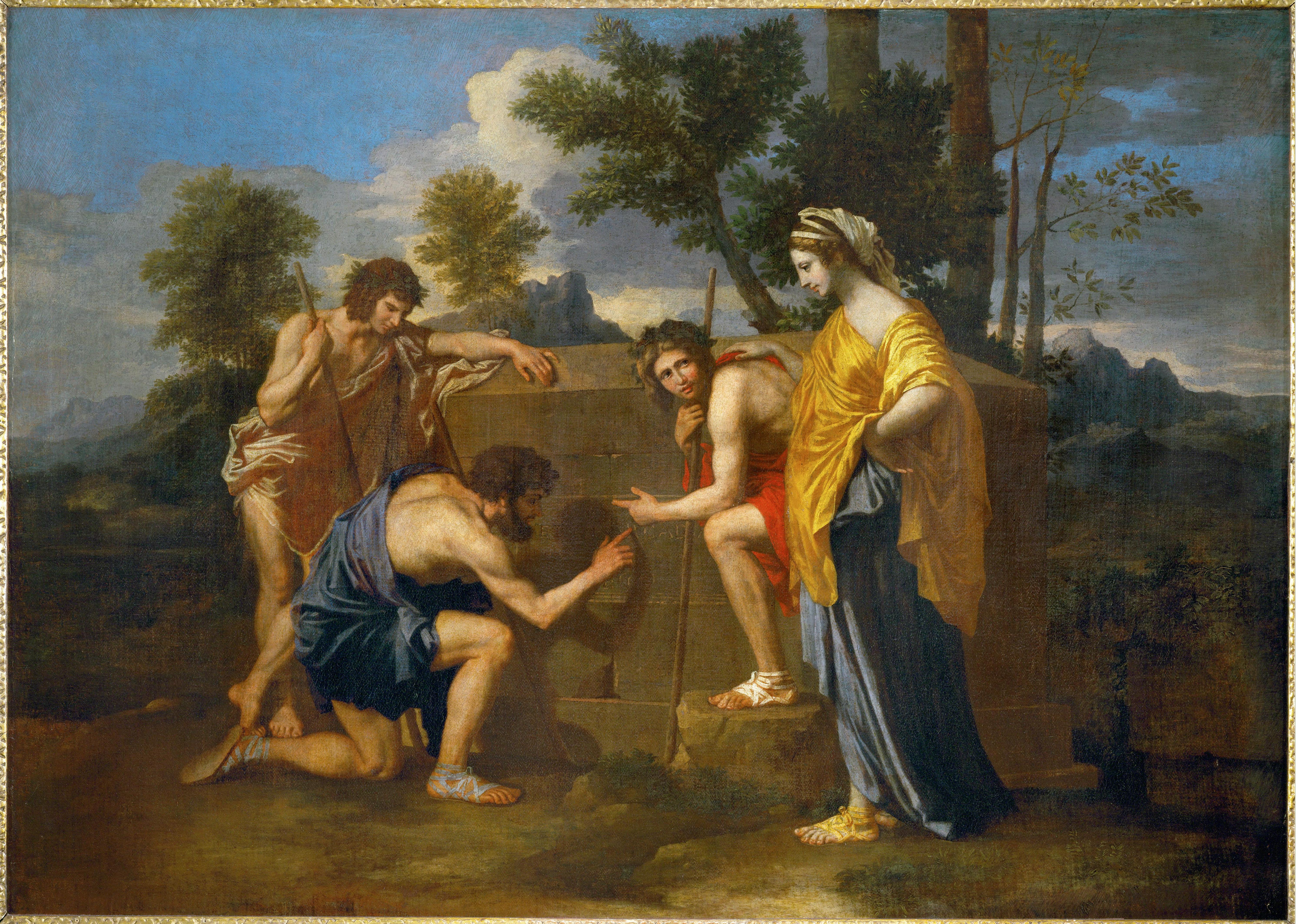

바로크의 어원은 ‘일그러진 진주’를 의미하는 포르투갈어 pérola barroca의 프랑스 전사인 Baroque에서 유래했다. 바로크의 예술적 표현 양식은 르네상스 이후 17세기에서 18세기에 걸쳐 서양의 미술, 음악, 건축에서 잘 나타나고 있다.
프랑스의 바로크는 루이 14세 치세의 육중하고 고전적이며 화려한 시대 양식이다. 크고 화려한 가구와 조각 장식 등이 왕궁과 귀족의 저택에서 사용되었고 이로 인해 프랑스의 가구 산업이 크게 발전하였다.

### 풍속의 변화

#### 도시화
프랑스에서는 15세기 말 이후 급속한 도시화가 진행되었다. 농촌지역에서 보다 높은 임금과 일자리를 위해서 많은 사람들이 모여들었다. 도시가 감당할 수 있는 인구를 초과하기 시작하자 도시들은 도시로 이주하는 농민에게 담보와 보증을 요구하게 되었으며 이는 부르주아의 권력을 키우는 결과를 낳기도 하였다. 또한, 인구 집중으로 인해 물가가 가파르게 오르고 도시 빈민층이 형성되었으며, 많은 도시 빈민 여성들이 매춘으로 생계를 유지하였다.

#### 의복의 변화

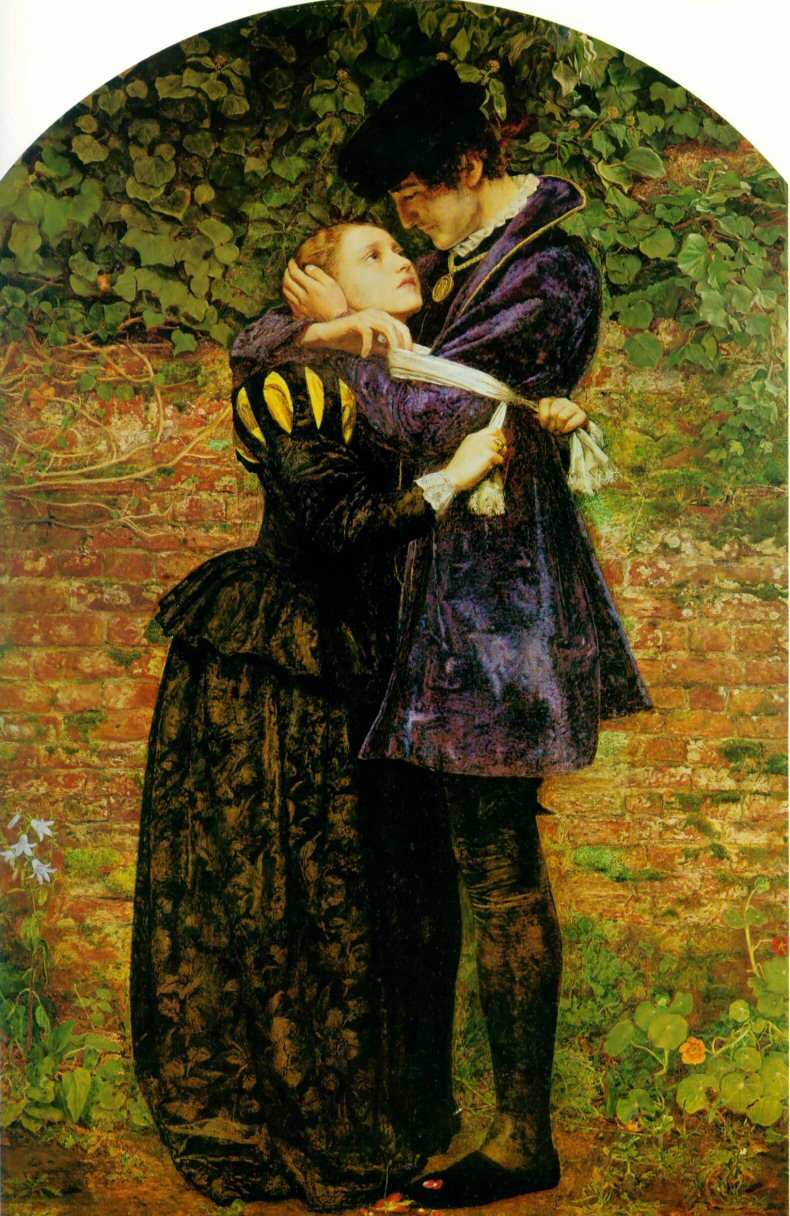
위그노의 복장

근대 초기 유럽의 귀족들은 정교한 보빈 레이스로 치장된 옷과 원형 타이의 일종인 러프로 치장하였다. 한편, 신흥 부르주아는 칼뱅주의의 영향을 받아 귀족의 사치스런 복장보다는 엄격하고 검소한 복장을 선호하였다. 프랑스 대혁명 이후 자코뱅과 같은 과격파 공화주의자들은 귀족들이 입던 반바지인 퀼로트에 반대하는 의미로 긴바지를 착용하기도 하였다.

## 주요 사건 연표
| 연도   | 사건                                                                                 |
| ------ | ------------------------------------------------------------------------------------ |
| 15세기 |                                                                                      |
| 1453년 | 백년 전쟁 사실상 종결                                                                |
| 16세기 |                                                                                      |
| 1547년 | 앙리 2세 즉위                                                                        |
| 1551년 | 합스부르크-발루아 전쟁 발생                                                          |
| 1562년 | 위그노 전쟁 발생                                                                     |
| 1572년 | 성 바르톨로메오 축일의 학살                                                          |
| 1574년 | 앙리 3세 즉위. 발루아 왕가의 마지막 왕                                               |
| 1589년 | 부르봉 왕가의 앙리 4세 즉위                                                          |
| 1598년 | 낭트 칙령으로 종교의 자유 공표                                                       |
| 17세기 |                                                                                      |
| 1604년 | 프랑스 동인도 회사 설립                                                              |
| 1618년 | 30년 전쟁 발생                                                                       |
| 1637년 | 르네 데카르트의 《방법서설》 출간                                                    |
| 1648년 | 프롱드의 난, 30년 전쟁 종결                                                          |
| 1665년 | 장바티스트 콜베르가 재무장관에 취임. 중상주의 정책 실시. 피에르 드 페르마 사망       |
| 1670년 | 블레즈 파스칼의 유고 《팡세》 출간                                                   |
| 1682년 | 루이 14세가 베르사유 궁전으로 천도                                                   |
| 1685년 | 루이 14세가 퐁텐블로 칙령을 발표, 낭트 칙령을 폐지하고 로마 가톨릭교회를 국교로 선포 |
| 18세기 |                                                                                      |
| 1701년 | 스페인 왕위 계승 전쟁 발생                                                           |
| 1715년 | 루이 15세 즉위                                                                       |
| 1740년 | 오스트리아 왕위 계승 전쟁 발생                                                       |
| 1774년 | 루이 16세 즉위                                                                       |
| 1789년 | 프랑스 혁명                                                                          |

## 같이 보기
- 계몽주의

## 주해
1. ↑  13세기에 있었던 알비 십자군은 카타리파를 이단으로 규정한 종교적 명분을 표방하였으나 툴루즈 등 프랑스 남부 지역에 대한 프랑스 국왕의 지배력 확보를 위한 전쟁이기도 하였다. 근대 초기에 들어서도 프랑스에서는 종종 귀족들의 봉기가 이어졌고 루이 14세 때에도 프롱드의 난과 같은 귀족 반란이 있었다.
2. ↑  후일 카를 마르크스는 부루주아를 유산계급을 총칭하는 말로 사용하였다.[39]